# 無窮乘積
在數學中，對於複數序列 a1, a2, a3, ...，無窮乘積
{\displaystyle \prod _{n=1}^{\infty }a_{n}=a_{1}\;a_{2}\;a_{3}\cdots }
定義為部分乘積a1a2...an在n的增加沒有邊界時的極限。當這個極限存在並且不是0的時候，這個乘積稱為“收斂”，否則稱為發散。

## 收斂條件
正實數的乘積 {\displaystyle \prod _{n=1}^{\infty }a_{n}} 收斂，若且唯若 {\displaystyle \sum _{n=1}^{\infty }\log a_{n}} 收斂。

## 外部連結
- Infinite products from Wolfram Math World （页面存档备份，存于）